# Avianca Costa Rica
Avianca Costa Rica S.A. – kostarykańskie linie lotnicze z siedzibą w San José. Do 2013 działające pod nazwą Lineas Aereas Costarricenses (LACSA). Są częścią kolumbijskiego holdingu Avianca Group.

## Flota
Według stanu na listopad 2024 flota Avianca Costa Rica składała się z 4 samolotów o średnim wieku 4 lat:
| Samolot         | Samolot | Samolot   | Liczba miejsc | Liczba miejsc | Liczba miejsc | Uwagi |
| Model           | Aktywne | Zamówione | P             | E             | Łącznie       | Uwagi |
| --------------- | ------- | --------- | ------------- | ------------- | ------------- | ----- |
| Airbus A320-200 | 1       | -         | 12            | 168           | 180           |       |
| Airbus A320neo  | 3       | -         | 12            | 168           | 180           |       |
| Łącznie         | 4       | 0         |               |               |               |       |